# Палац князів Ракоці (Мукачево)
Палац князів Ракоці (інша назва «Білий палац») — колишній палац князів трансільванської династії Ракоці, що розташований у місті Мукачево (Закарпатська область), пам'ятка архітектури національного значення (№ 169).

## Опис палацу
Будівництво одноповерхового палацу в стилі бароко почалося в 1667 році. Свою назву Білий палац (або дім) отримав через білий колір фасаду.
.
Тиводар Легоцький у своїй праці «Монографія Березького комітату» (1881 рік) дає детальний опис будівлі:
|  | «Первісний палац Ракоці одноповерховий, розмір будівлі 26 х 19 м, з відкритим коридором завдовжки понад 3 метри. Зовнішні стіни були набіло побілені, краї покрашені широкими червоними квадратами величиною у фут. Вікна прикрашені кам’яними рамами. До будівлі з хрестоподібним склепінням можна було дістатися через сіни. У нижній частині будівлі з міцним склепінням були розташовані погрібні поміщення, кухні, кімнати прислуги. Чотирикутну будівлю покривав подвійний дах. Палац був просторим, стояв посередині двору, оточений господарськими будівлями, які були оточені великим розлогим садом. Палац становив середню частину сьогоднішньої будівлі». |

В 1746—1747 роках, одноповерхова споруда була перебудована і значно розширена за проєктом відомого німецького архітектора Йоганна-Бальтазара Неймана. Це була досить складна реконструкція. Необхідно було використати старі елементи споруд, добудувати ще один поверх та новий корпус з дотриманням архітектурних пропорцій і симетрії. Так палац отримав П- подібну форму. На фасаді розташовані два первісні вікна та 5 реконструйованих у стилі ренесанс. До головного входу ведуть відкриті сходи.
У XIX столітті було побудовано колонний, різьблений з тимпанонського каменю портал центрального входу. Посередині над входом красується ваза-прикраса. Вікна головного фасаду, склепіння приміщень палацу оздоблені штуком (ліпниною). Внутрішні простори середнього флігелю будівлі мають куполоподібне склепіння. Зараз там 21 кімната, 98 вікон, 91 двері й 10 старовинних печей.
Зліва від центрального входу, між двома вікнами розташована пишно обрамована меморіальна дошка на честь Ференца II Ракоці, встановлена у 1911 році, яка збереглася неушкодженою й під час радянської влади.

## З історії палацу

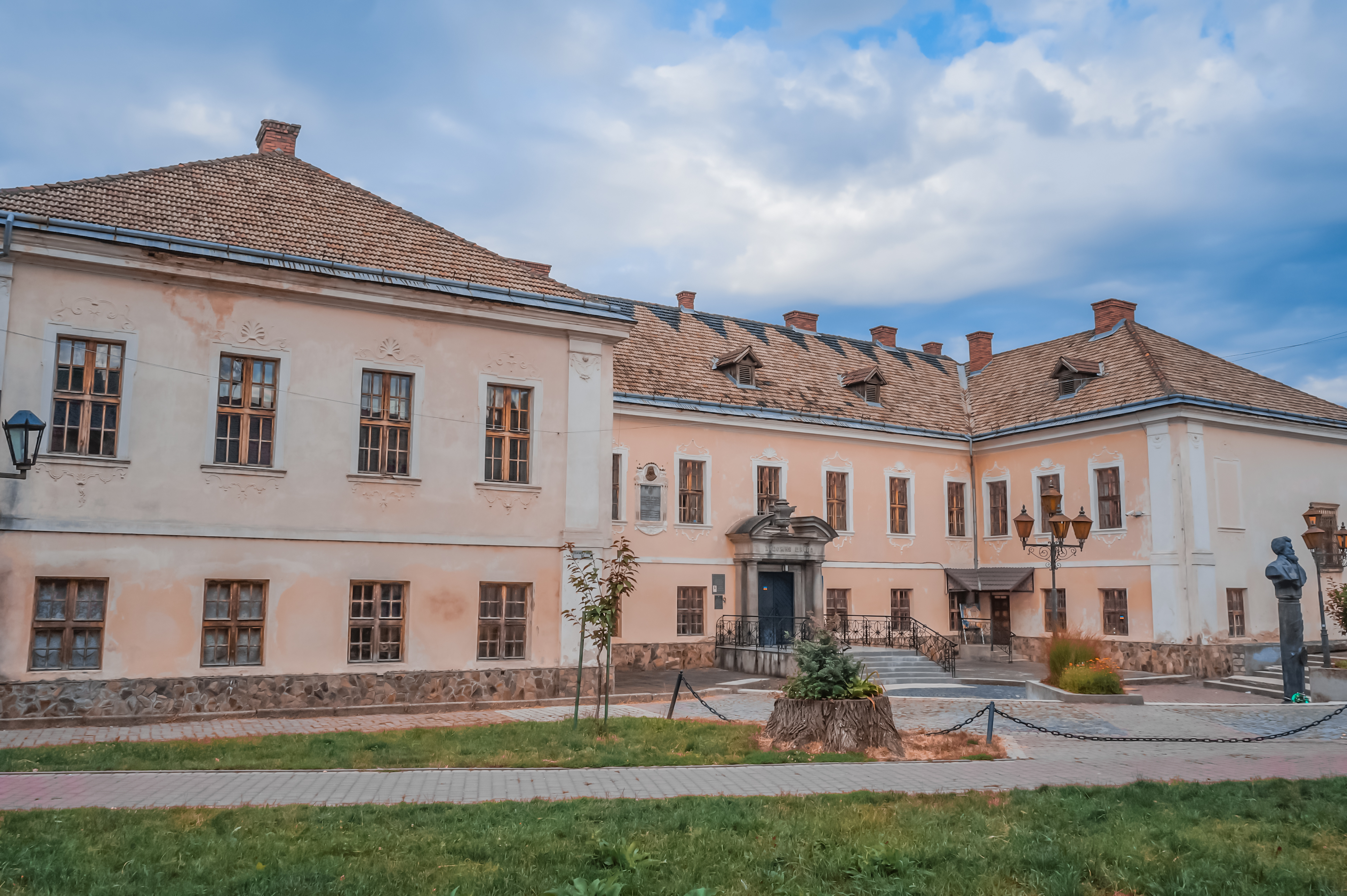
Фасад палацу

Палац побудували князі трансільванської династії Ракоці, як міську резиденцію. Вони проживали в ньому до 1711 року. Після придушення національно-визвольної війни 1703—1711 років, якою керував Ференц Ракоці II, палац спочатку переходить у власність імператора Австрії, а потім, в 1728 році, передається разом з величезними земельними угіддями в подарунок німецькому графу Шенборну-Бухгейму. «Білий палац» використовувався для урочистих прийомів знаті та іноземних послів.
В ХІХ столітті у палаці розміщалася експозиція Мукачівського краєзнавчого музею, заснованого відомим закарпатським археологом Тиводаром Легоцьким. Там була і канцелярія графа Шенборна, де працював юристом Т. Легоцький.
З 1945 року, коли Закарпаття увійшло до складу Радянської України у стінах палацу розміщувався штаб військового з'єднання Радянської Армії. Потім тут містилася одна з середніх шкіл міста.
У 1979 році в палаці було відкрито першу на Закарпатті дитячу художню школу імені Мігая Мункачі. На його честь була встановлена меморіальна дошка.

## Видатні відвідувачі
У червні 1703 року в палаці зупинився Ференц II Ракоці. Вважається, що саме в цьому будинку він написав звернення до угорського народу, де закликав народні маси до боротьби проти Габсбургів. 28 червня поблизу палацу відбувся бій куруців з військом австрійського генерала Монтекуколі. Не вивчені й погано озброєні повстанці не змогли протистояти лабанцям й відступили. Залишив місто й Ференц ІІ Ракоці, відійшовши знову до Верецького перевалу для перегрупування сил.
У 1770 році — імператора Йозефа II, а в 1852 р. — Йозеф Ференц I, у 1882 р. — видатний художник Мігай Мункачі, почесний громадянин міста, уродженець Мукачева.

## Галерея

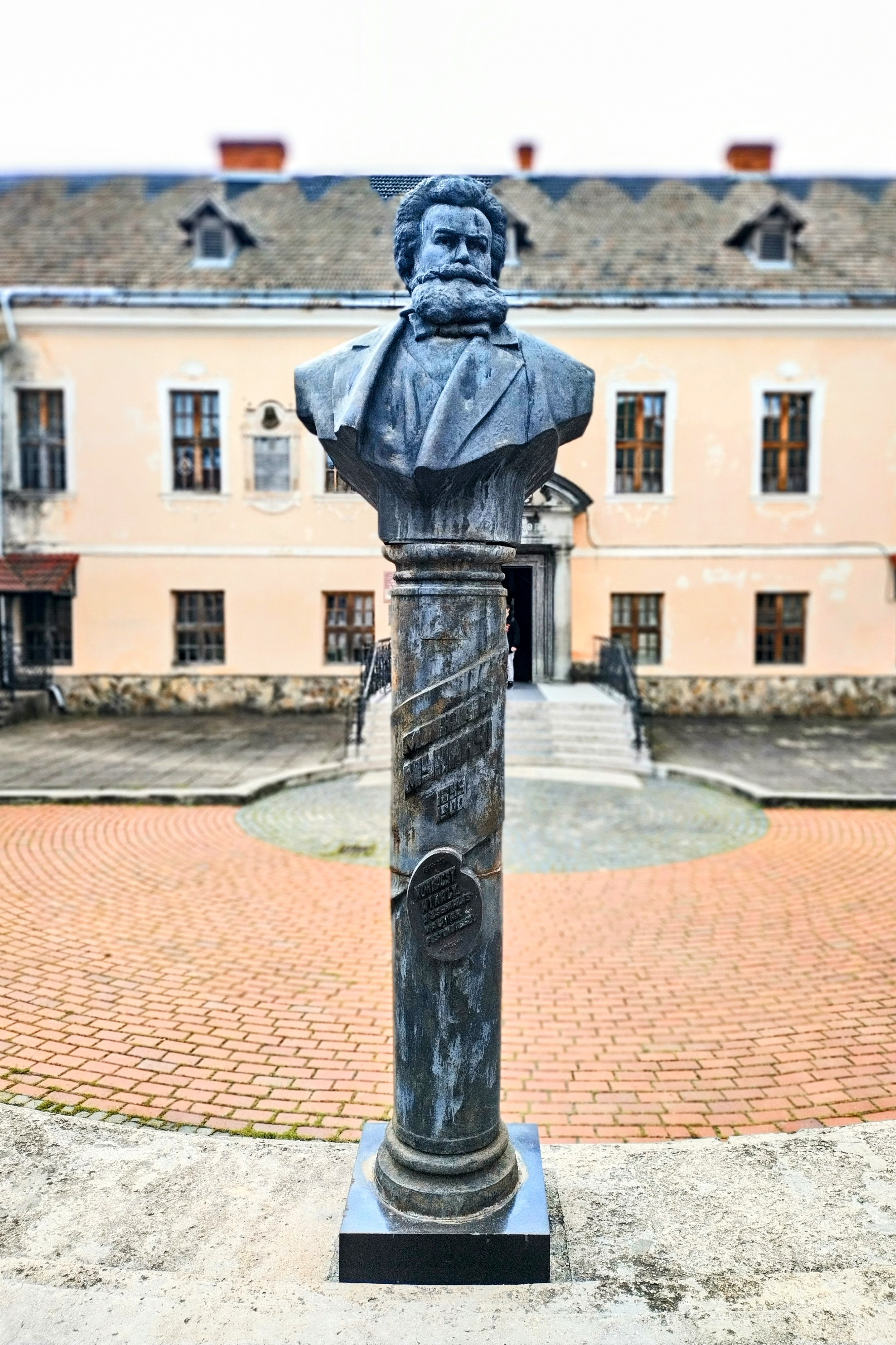
Погруддя Мігая Мункачі перед палацом
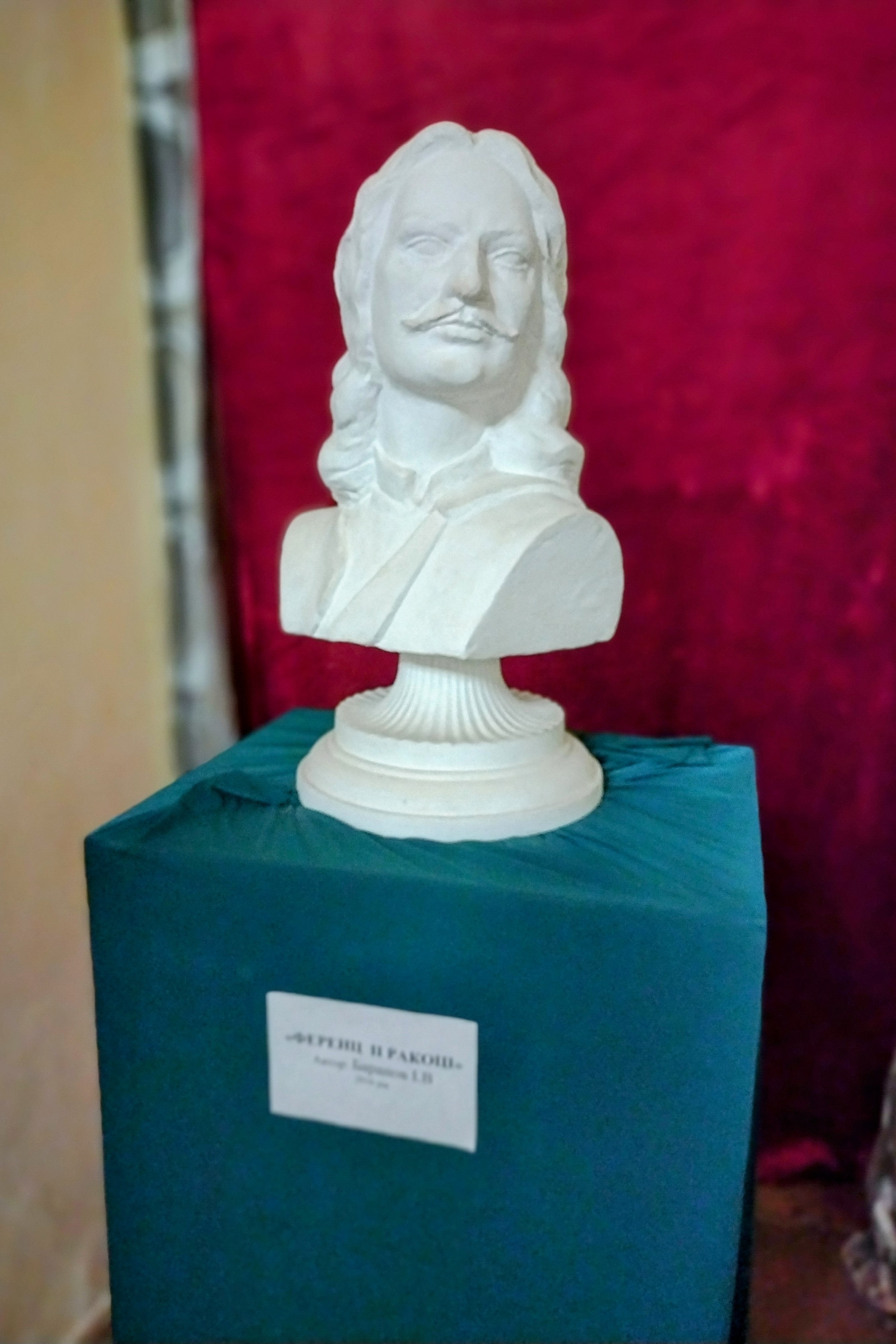
Погруддя Ференца II Ракоці в приміщенні палацу
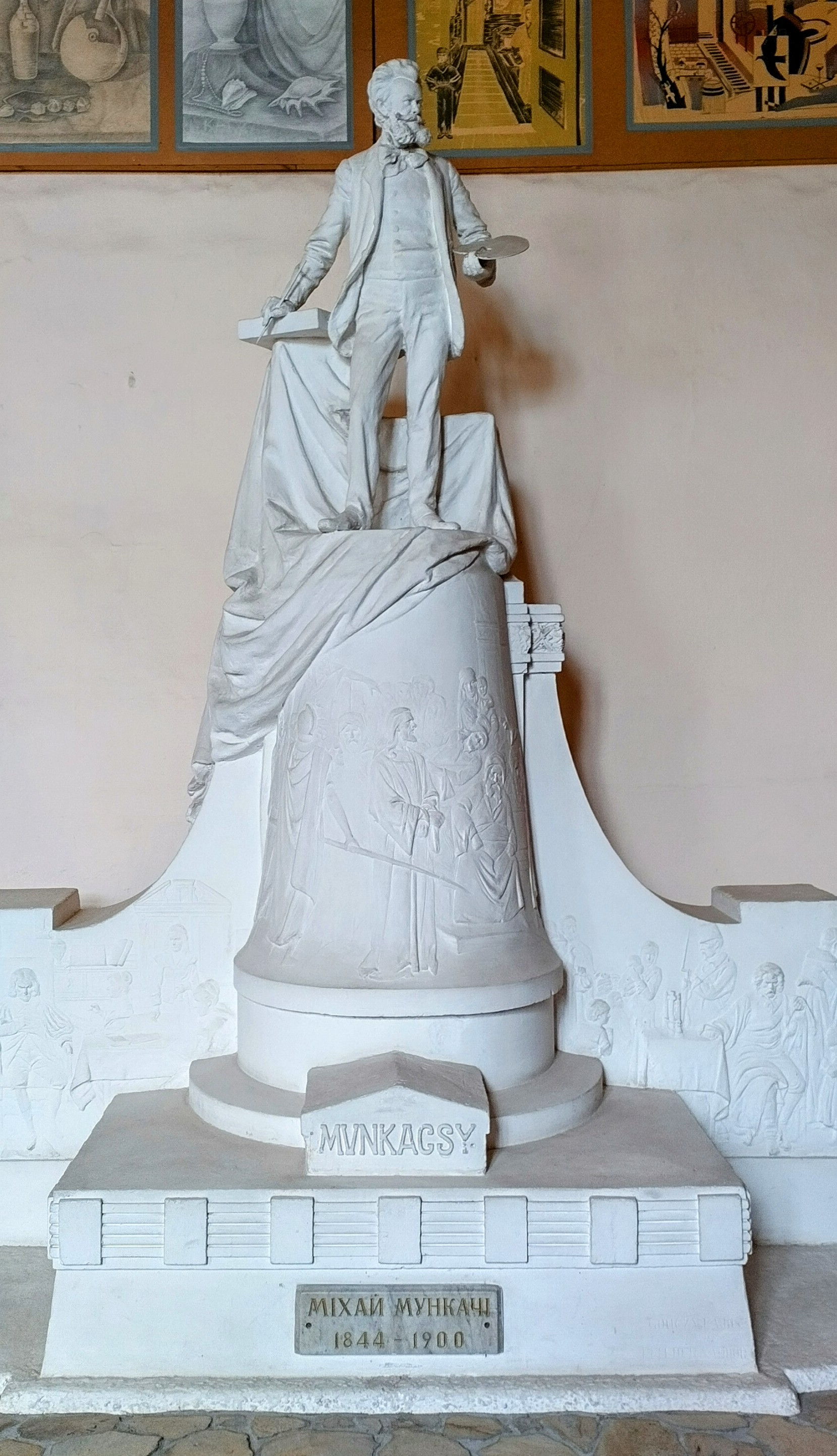
Статуя Мігая Мункачі в приміщенні палацу